# Rakovka
Rakovka (en rus: Раковка) és un poble del krai de Primórie, a l'Extrem Orient de Rússia, que en el cens del 2010 tenia 1.203 habitants.